# Лаванья
Лаванья (итал. Lavagna) — коммуна в Италии, располагается в регионе Лигурия, в провинции Генуя.
Население составляет 13 147 человек (2008 г.), плотность населения составляет 948 чел./км². Занимает площадь 14 км². Почтовый индекс — 16033. Телефонный код — 0185.
Покровительницей коммуны почитается Пресвятая Богородица, празднование во вторую субботу июля.

## Демография
Динамика населения:

## Администрация коммуны
- Официальный сайт: https://web.archive.org/web/20060209030335/http://www.comune.lavagna.ge.it/